# 교와촌 (히로시마현)
교와촌(일본어: 協和村)은 일본 히로시마현 아시나군에 설치되었던 촌이다. 현재의 후추시에 해당한다.